# Chervono
El lago Chernovo o lago Chervonoye (bielorruso Чырвонае возера; ruso Червоное озеро) es un gran lago de agua dulce en la provincia de Gomel, Bielorrusia meridional. Se encuentra a alrededor de las coordenadas 52°24′N 27°57′E / 52.4, 27.95 y tiene una superficie de 43,6 kilómetros cuadrados y una profundidad máxima de 4 metros. El lago se usa para pescar.